# 台州站
州站（工程名台州中心站）是杭台高速铁路的一座车站，位于中国浙江省台州市椒江区葭沚街道，市妇幼保健院北侧。杭绍台铁路全线于2022年1月通车，台州站随之启用。
台州站站场规模4台10线，其中正线2条，到发线8条。站房规模8万平方米，采用线上站站型方案，其中主站房5万平方米，换乘、商业及其他配套面积3万平方米，项目投资预估算约14.4亿元。该站是集高铁、轻轨、公交等于一体的大型综合性交通枢纽，可与已开通的台州轨道交通S1线、正在建设中的S2线实现换乘。车站按远期（2040年）年旅客发送量750万人的规模设计，高峰小时发送量2339人，最高聚集人数3000人，为中型客运车站。
该站名原用于台州市黄岩区王林村的铁路车站，有甬台温铁路和金台铁路接入。2021年6月25日，原台州站更名为台州西站，“台州站”一名被本站使用。

## 历史
2019年6月，举行站房开工典礼。
2021年6月25日，本站正式定名台州站，原台州站更名台州西站。
车站于2022年1月8日开通运营，于2022年6月30日前建成东站房，整体投入运营。